# Piotr Naniew
Piotr Erastowicz Naniew (ros. Пётр Ерастович Наниев; ur. 30 stycznia 1961) – radziecki zapaśnik walczący w stylu wolnym. Złoty medalista mistrzostw świata w 1983. Mistrz Europy w 1983; drugi w 1982. Trzeci na MŚ juniorów w 1981. Mistrz ZSRR w 1983; trzeci w 1984 roku.